# Karlshorster und Neuer Friedrichsfelder Friedhof

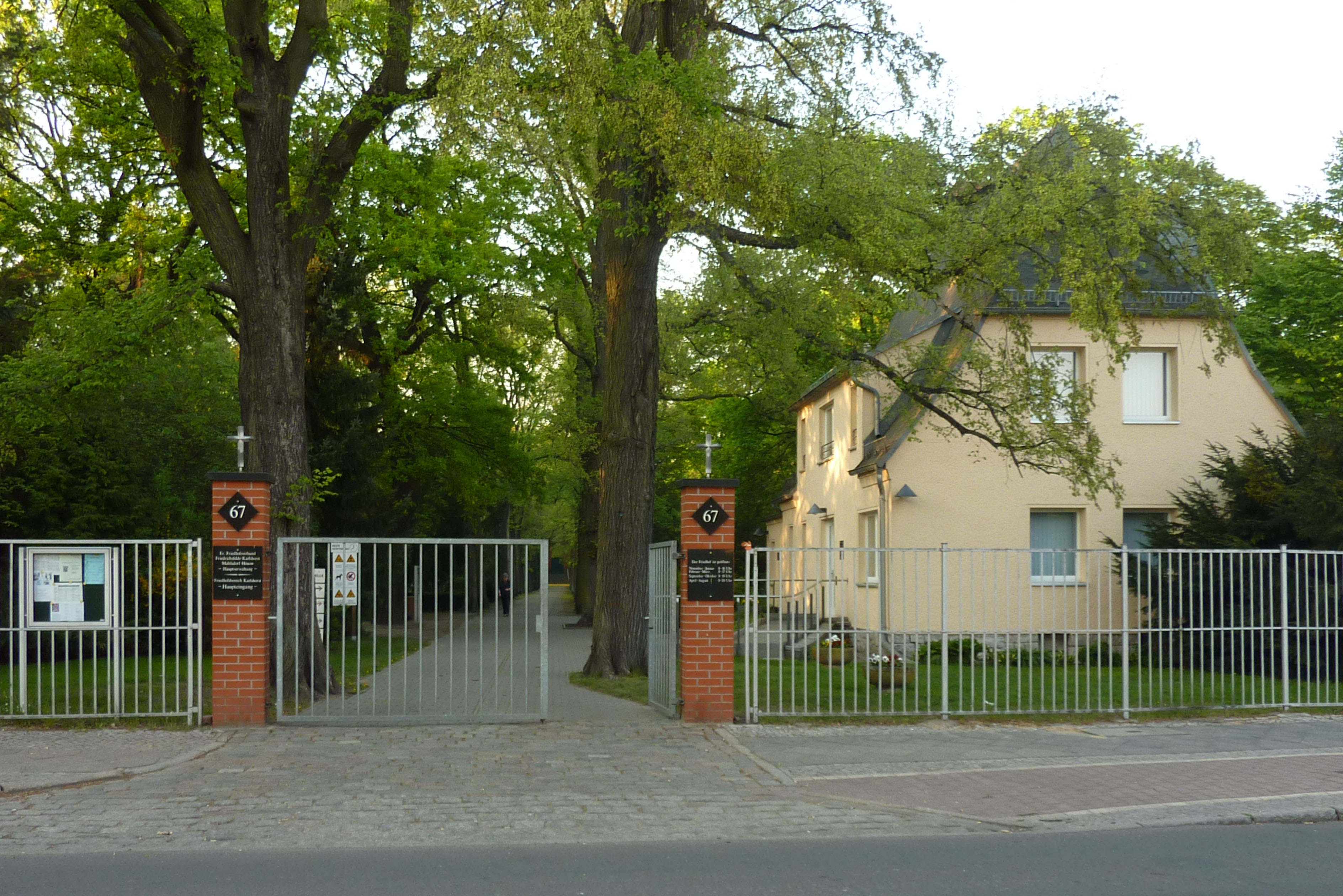
Haupteingang, Robert-Siewert-Straße 67

Der Karlshorster und Neue Friedrichsfelder Friedhof ist ein Friedhof der Evangelischen Paul-Gerhardt-Kirchengemeinde Lichtenberg in Berlin-Karlshorst. Er wird vom Evangelischen Friedhofsverband Berlin Süd-Ost verwaltet.

## Lage

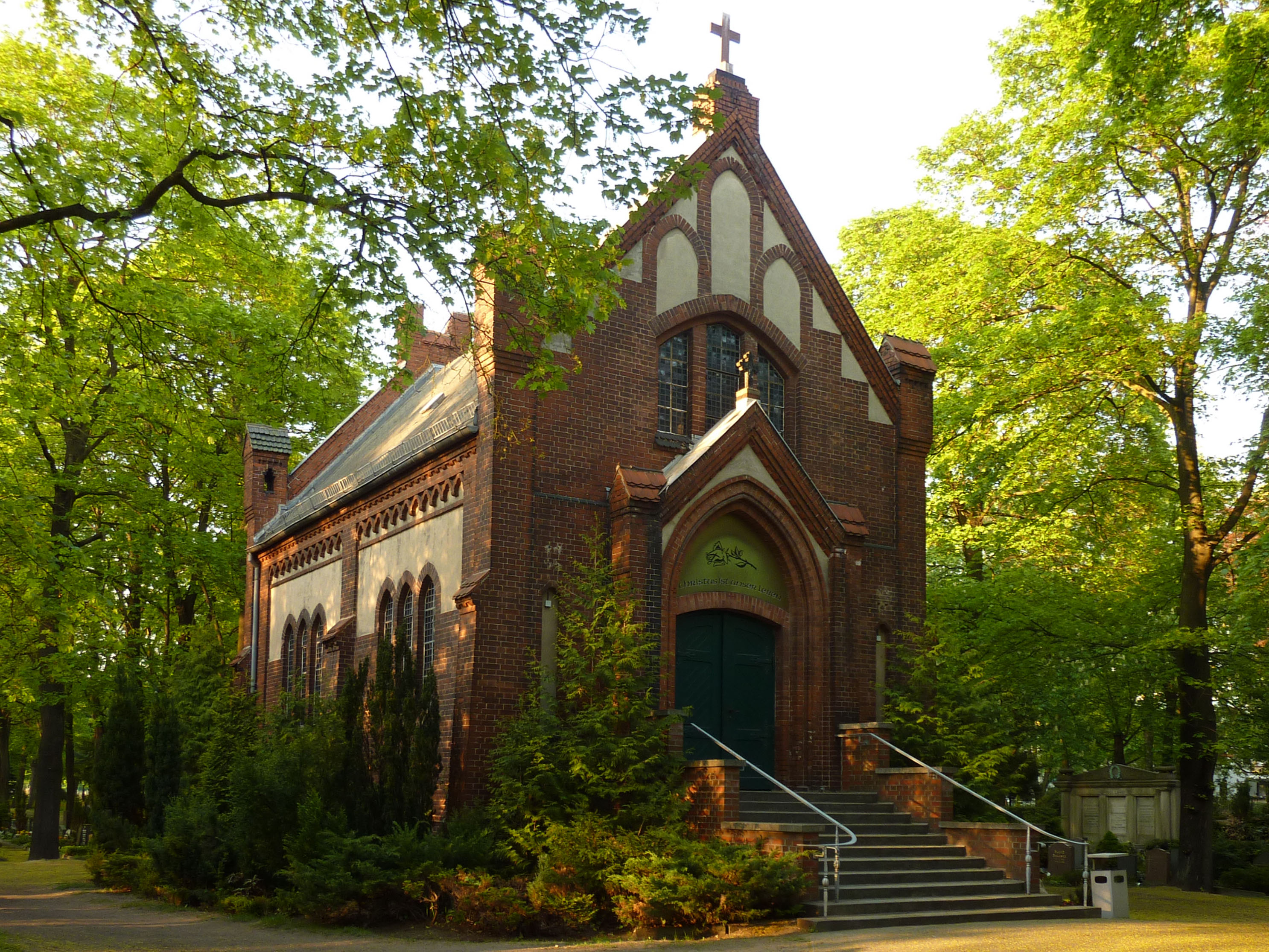
Friedhofskapelle

Der Friedhof in der Robert-Siewert-Straße 57–67 wurde 1902 angelegt. Seine Fläche umfasst 7,7 ha. An seiner Nordseite verläuft die Trasse der U-Bahn-Linie U5. Durch mehr als 850 Laub- und Nadelbäume trägt er einen parkähnlichen Charakter. Auf dem Friedhof befinden sich zwei Naturdenkmale: eine Douglasie und ein Gemeiner Efeu.
Die Friedhofskapelle wurde 1905 nach einem Entwurf von Johannes Ernst fertiggestellt. Sie steht unter Denkmalschutz. 1907 trennte sich die evangelische Gemeinde Karlshorst von der Muttergemeinde Friedrichsfelde. Seitdem besteht der Friedhof aus zwei Begräbnisstätten. Die Kapelle befindet sich auf dem Karlshorster Friedhofsteil, wird aber von beiden Kirchengemeinden gemeinsam genutzt.
Im Eingangsbereich des Verwaltungsgebäudes und in der Wartehalle vor der Kapelle wird eine biographische Ausstellung von Persönlichkeiten gezeigt, die auf dem Friedhof bestattet sind.
Seit November 2007 besteht im nördlichen Teil des Geländes der Tierfriedhof „Im Wiesengrund“.

## Bestattete Persönlichkeiten
- Hermann Graebke (1833–1909), Heimatschriftsteller
- Oscar Gregorovius (1845–1913), Baumeister, Gründer der Villenkolonie Karlshorst (das von Heinrich Wolf gestaltete Grabmal steht unter Denkmalschutz[5])
- Georg Knorr (1859–1911), Unternehmer (Ehrengrab des Landes Berlin)
- Carl Ulitzka (1873–1953), römisch-katholischer Priester
- Erna Weber (1897–1988), Mathematikerin
- Kurt Richter (1900–1969), Schachspieler
- Paul Noack-Ihlenfeld (1902–1962), Komponist
- Heinrich Dathe (1910–1991), Direktor des Tierparks Berlin (Ehrengrab des Landes Berlin)
- Friedrich Pfaffenbach (1921–2008), Politiker (NDPD)
- Herbert Ziergiebel (1922–1988), Schriftsteller
- Georg Sitzlack (1923–2006), Präsident des Staatlichen Amtes für Atomsicherheit und Strahlenschutz beim Ministerrat der DDR
- Hannes Hegen (1925–2014), Comiczeichner (Ehrengrab des Landes Berlin)
- Peter Borgelt (1927–1994), Schauspieler
- Wolfgang Hohensee (1927–2018), Komponist
- Gabriele Köpp (1929–2010), Physikerin
- Karl Hartmann (1929–2016), Wirtschaftswissenschaftler
- Manfred Rosenberg (1929–2020), Dirigent
- Günter Wirth (1929–2009), Publizist
- Hans-Günter Petzold (1931–1982),  Herpetologe
- Bernhard Neugebauer (1932–2015), Diplomat
- Werner Golz (1933–1974), Schachspieler und -journalist
- Dietrich Voigtberger (1941–1988), Ökonom und Hochschullehrer
- Karlheinz Liefers (1941–2006), Regisseur
- Wulf Olm (1942–2007), Fotograf

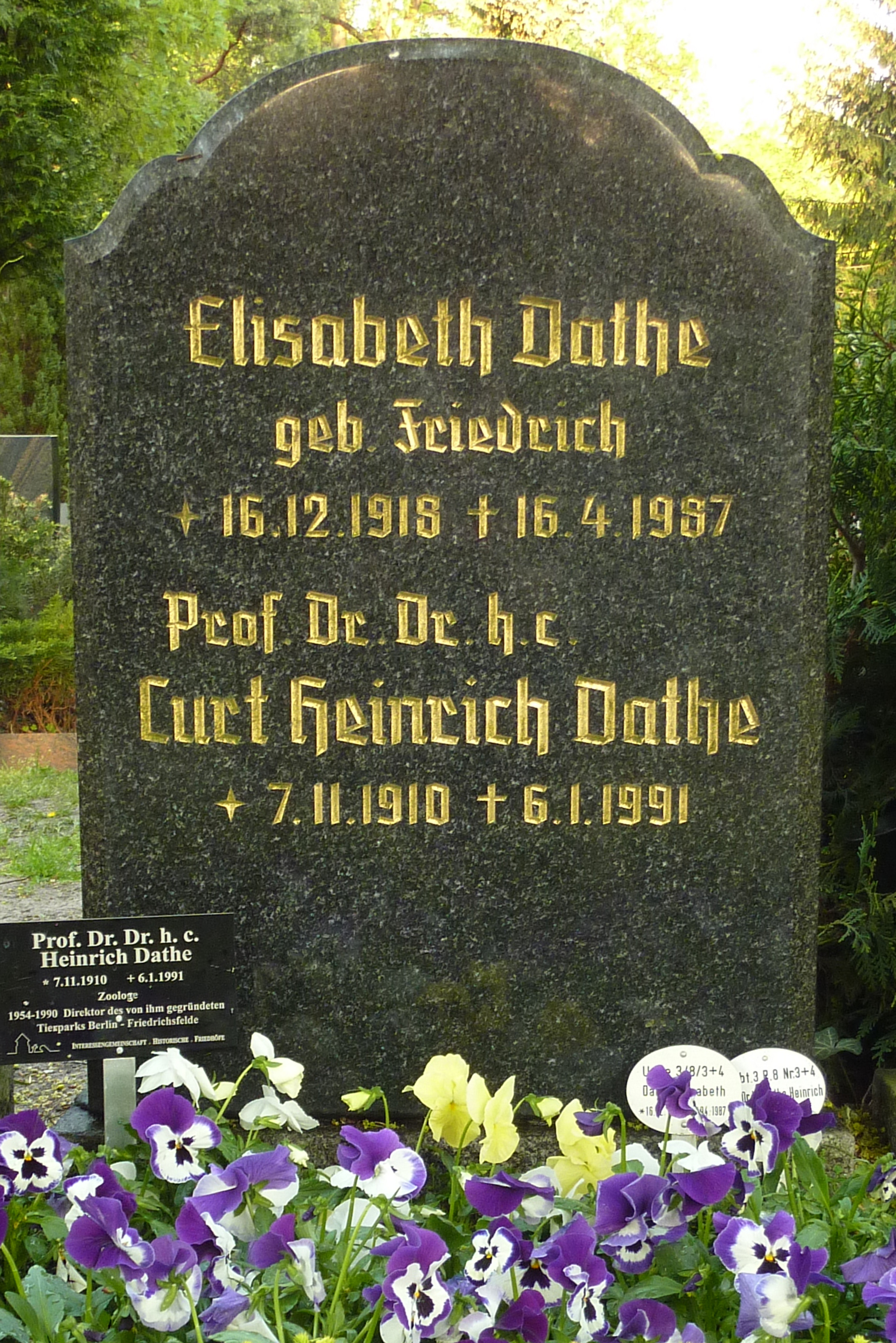
Heinrich Dathe
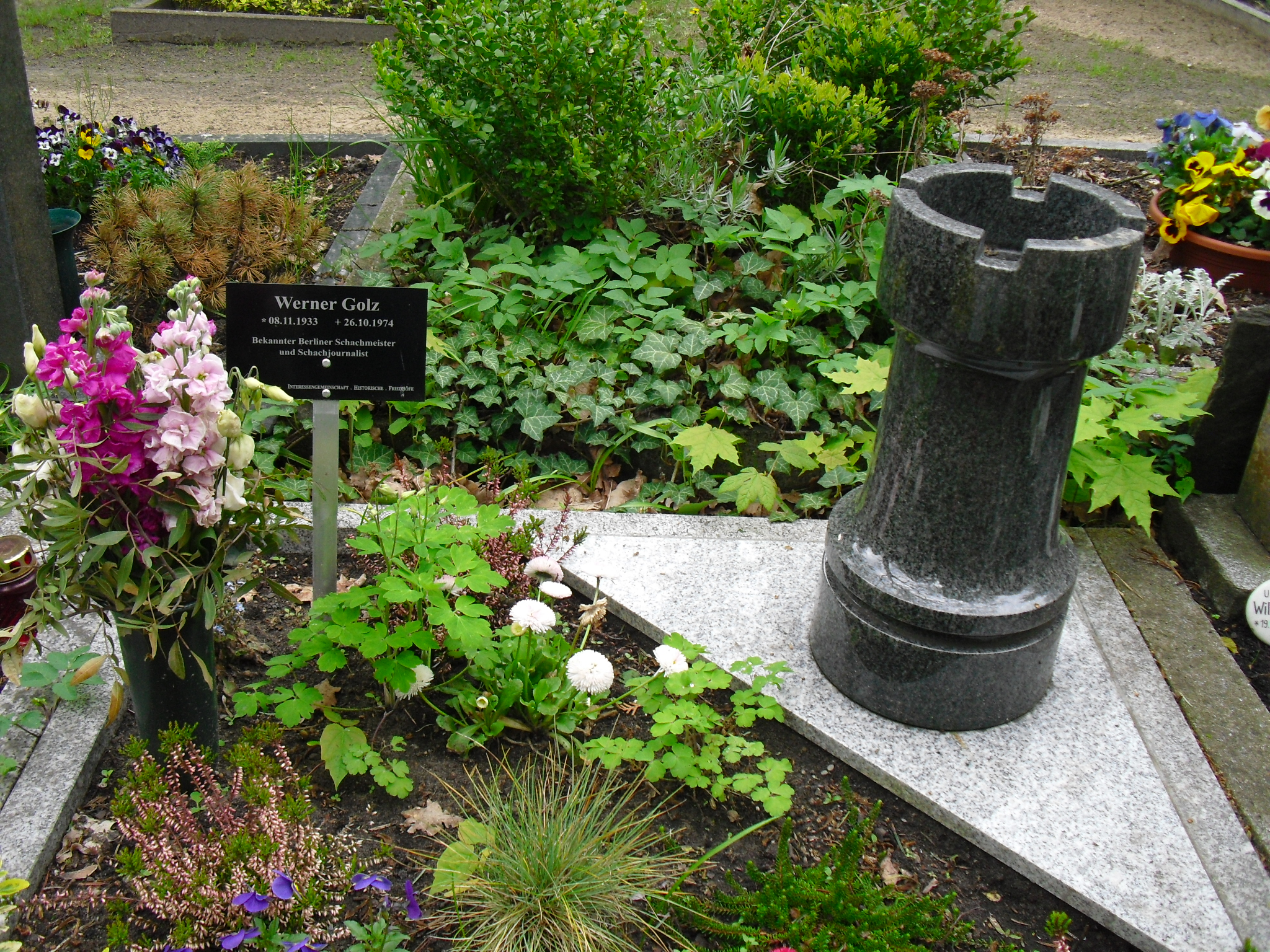
Werner Golz
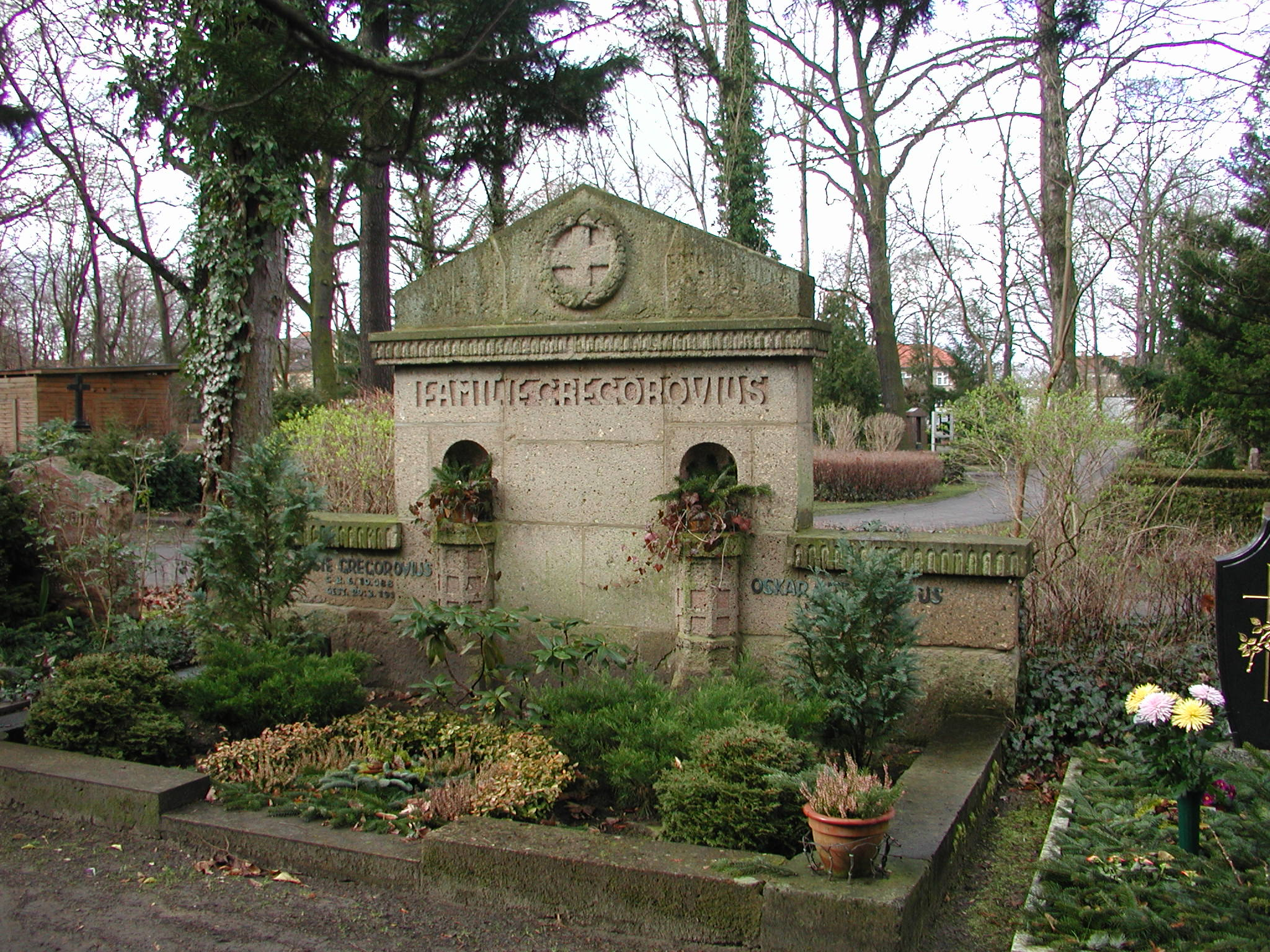
Oscar Gregorovius
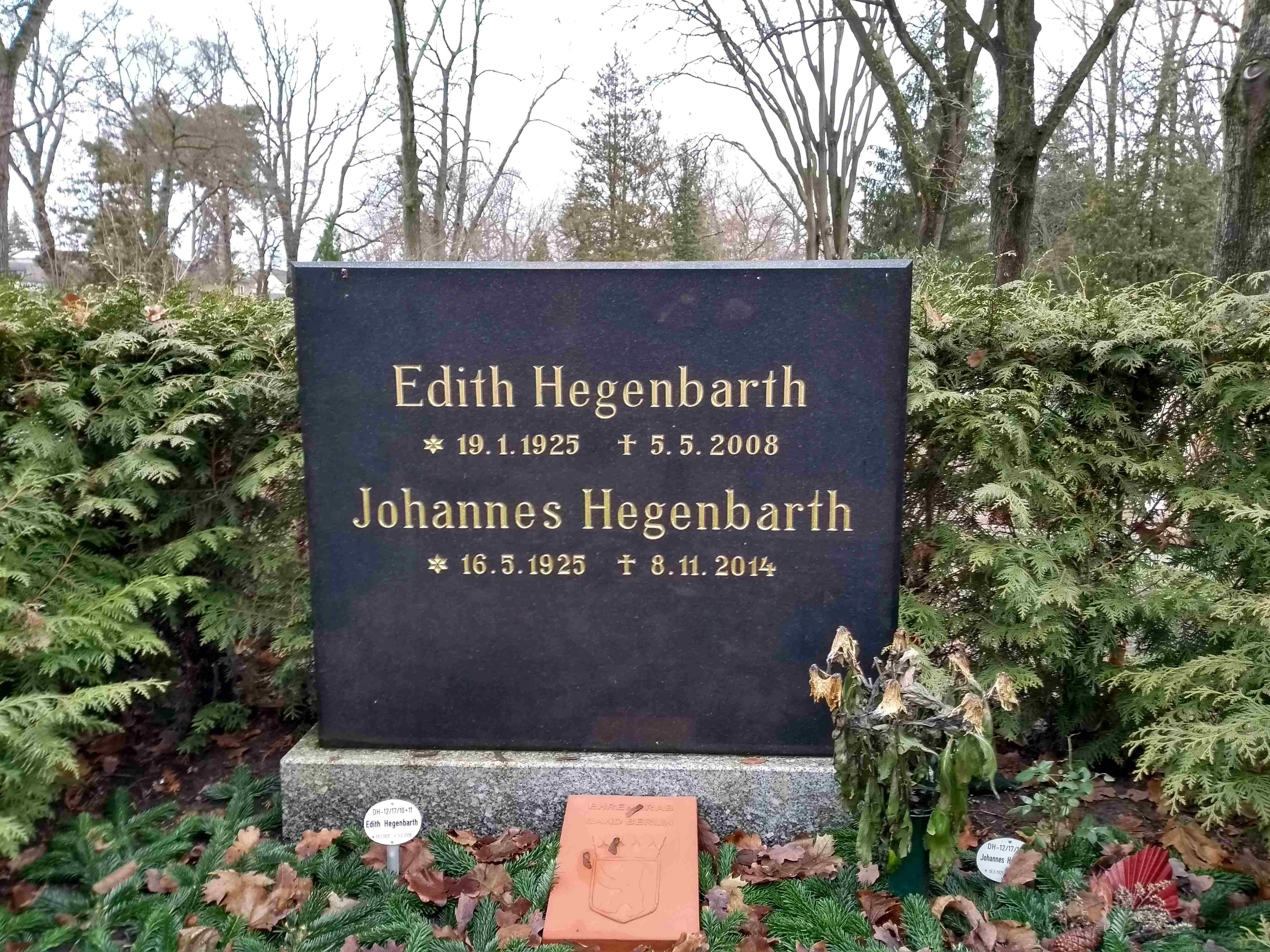
Hannes Hegen (Johannes Hegenbarth)
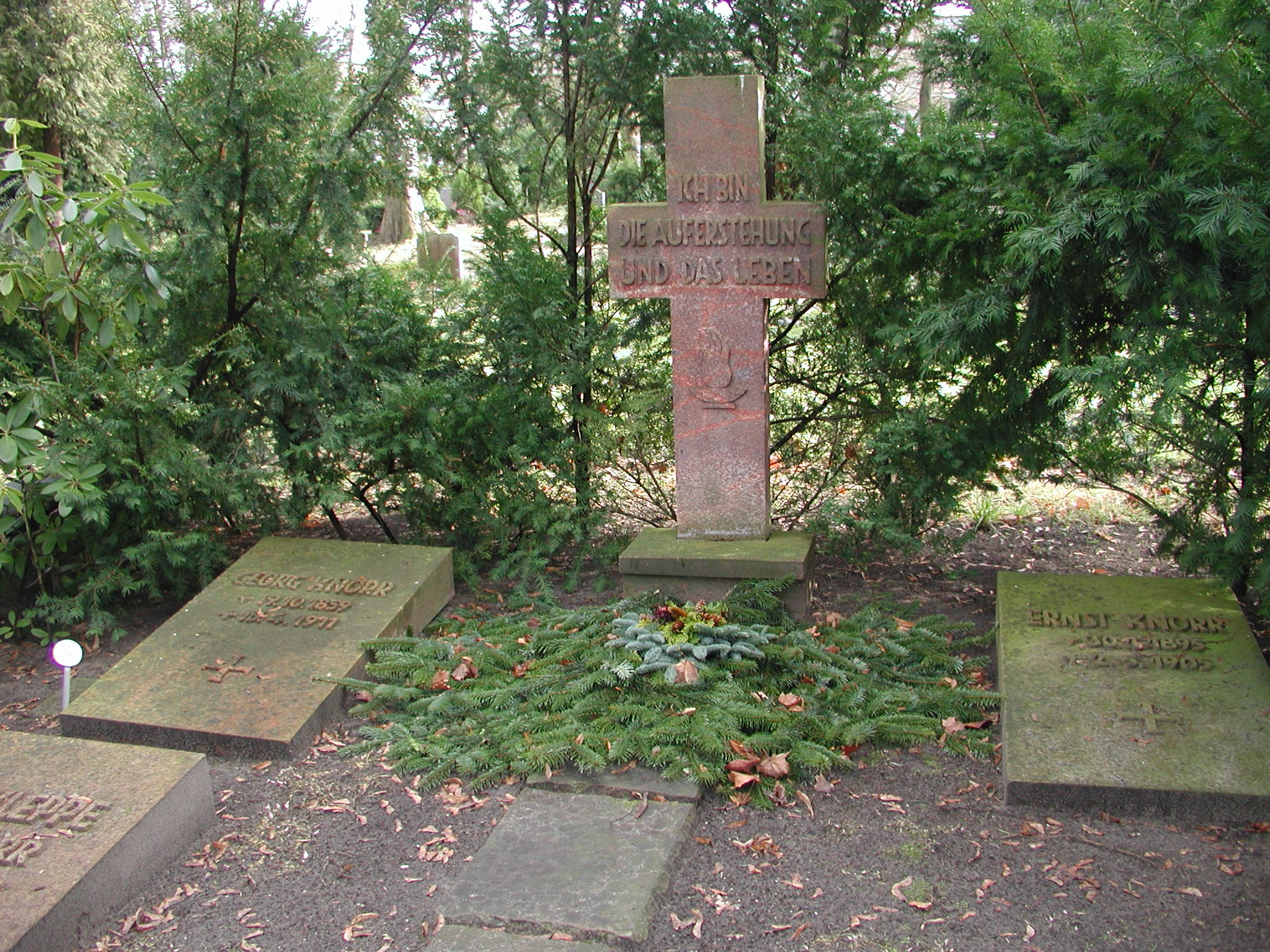
Georg Knorr
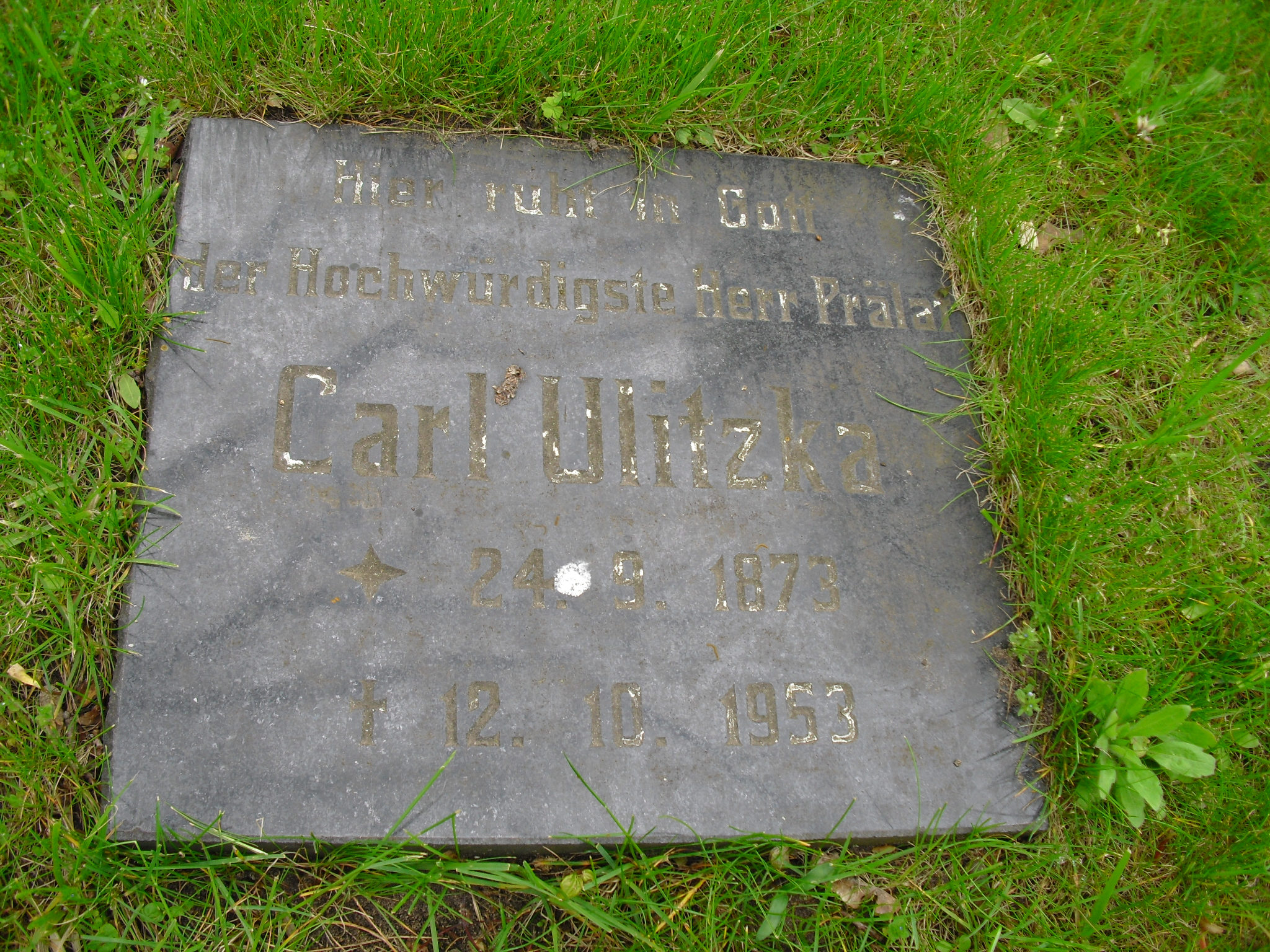
Carl Ulitzka
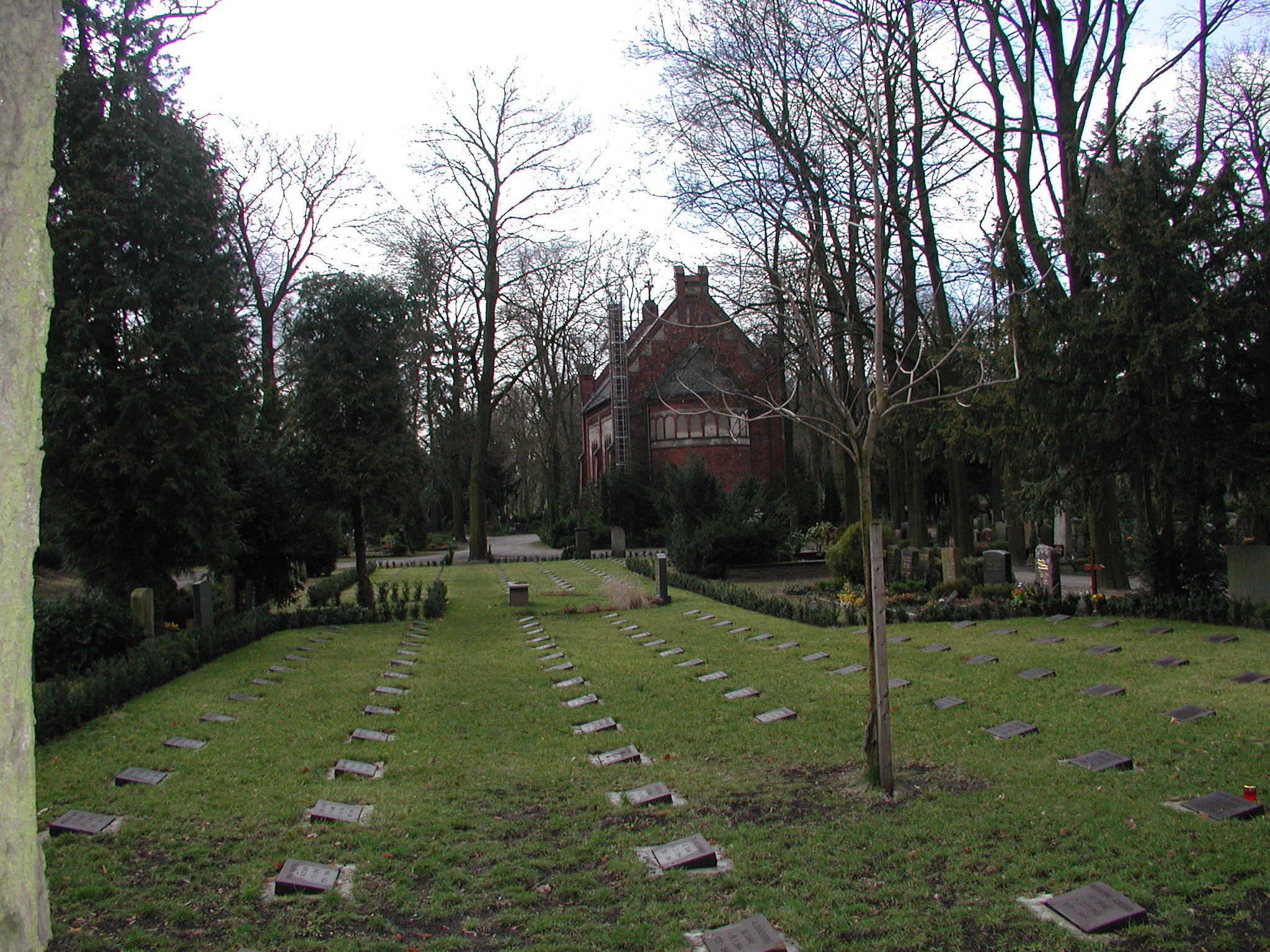
Kriegsgräberanlage
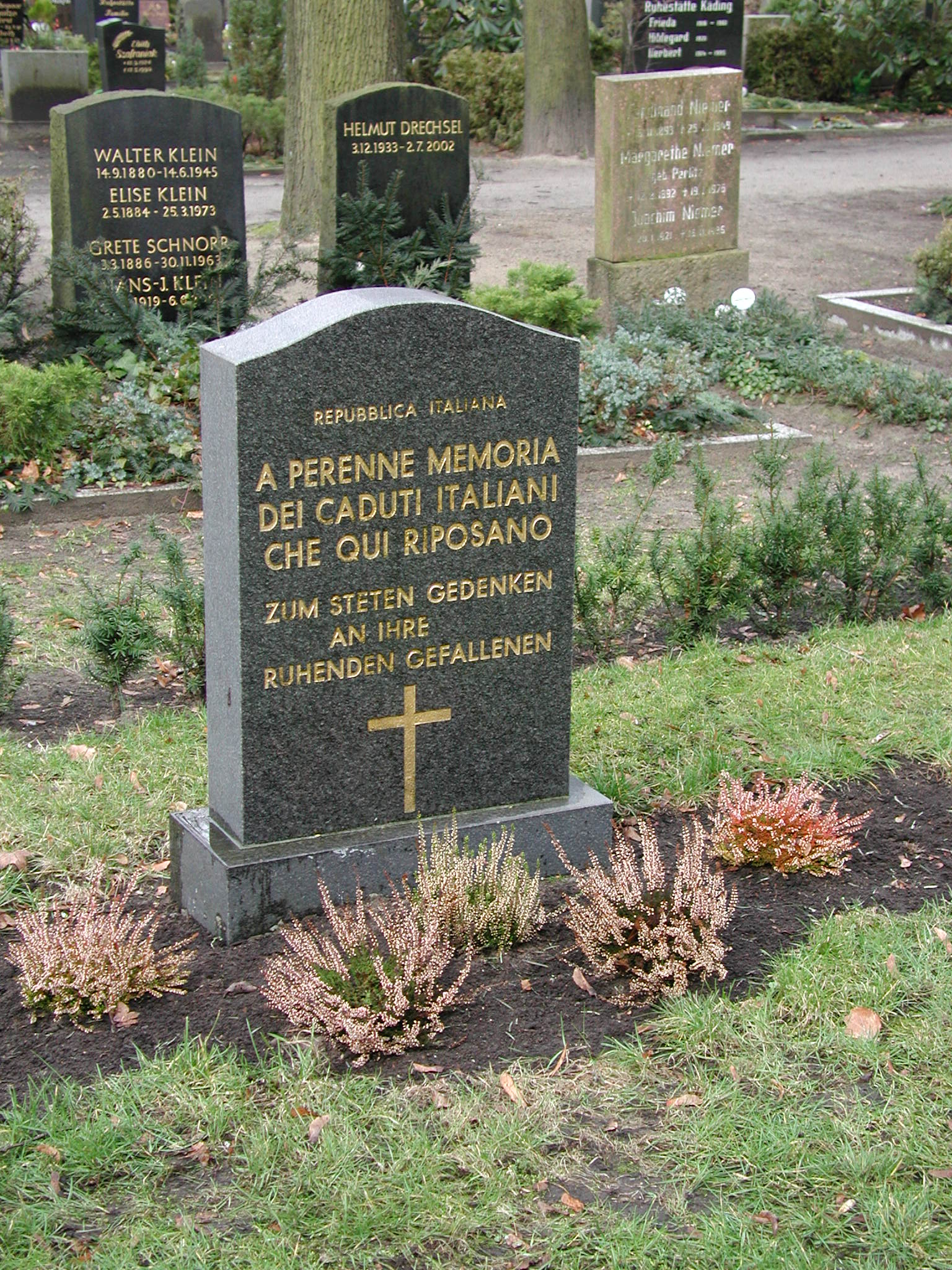
Italienische Kriegsgräber

Auf dem Friedhof befinden sich mehrere Kriegsgräberanlagen für die am Ende des Zweiten Weltkriegs in Karlshorst getöteten Soldaten und Zivilisten.
Eine Grabstelle, zu erkennen an einem hohen grauen Stein mit herausgearbeitetem Kreuz und Kinderspielzeug, wurde für das Oskar-Ziethen-Krankenhaus Lichtenberg eingerichtet. Dort verstorbene Sternenkinder werden hier beigesetzt.